# Два дня для убийства
«Два дня для убийства» (фр. Deux jours à tuer) — мелодрама французского режиссёра Жана Беккера по одноимённому роману французского писателя Франсуа д'Эпену. Премьера фильма состоялась в 2008 году в рамках фестиваля французского кино в Квебеке.

## Сюжет
Накануне своих 42 лет Антуан Мелиот имеет всё, о чём можно мечтать — любящая жена, двое детей, верные друзья, прекрасный дом в Ивелине и хорошее финансовое положение. Но однажды, по неизвестной причине, он решает закончить свою комфортную жизнь.
Сначала он ломает свою дальнейшую карьеру. Вернувшись домой, он подтверждает обвинения из уст жены в измене и говорит ей, что хочет положить конец своей семейной жизни. Когда же дети преподносят ему свои рисунки в качестве подарка на день рождения, Антуан сурово критикует их работы. Позднее он грубо ведёт себя с друзьями, приготовившими праздничный ужин в его честь. Никто не понимает, что с ним происходит.
Поссорившись со всеми, Антуан уходит из дома. Он отправляется в Раундстоун, где живёт его отец, грубый и одинокий человек. Их отношения сложны, но они стараются ужиться друг с другом. Однажды во время рыбной ловли отец узнаёт тайну, которую скрывает Антуан.

## В ролях
| Актёр             | Роль          |
| ----------------- | ------------- |
| Альбер Дюпонтель  | Антуан        |
| Мари-Жозе Кроз    | Сесиль        |
| Пьер Ванек        | отец Антуана  |
| Кристиана Реали   | Виржиния      |
| Матиа Млекюз      | Эрик          |
| Клер Небу         | Клара         |
| Франсуа Марторе   | Поль          |
| Энн Лорье         | Анна-Лор      |
| Хосе Поль         | Тибо          |
| Дафна Бюрки       | Беженгер      |
| Самюэль Лабарт    | Этьен         |
| Жан Делль         | Мортес        |
| Гийом де Тонкедек | Себастьен     |
| Ксавье Галле      | Марк          |
| Стефан Войтович   | владелец кафе |
| Мари-Кристин Адам | мать Сесиль   |

## Награды и номинации
- 2009 — Премия «Сезар»[4]:
  - номинация на лучшего актёра — Альбер Дюпонтель
  - номинация на лучшего актёра второго плана — Пьер Ванек
  - номинация на лучший адаптированный сценарий — Эрик Ассус, Франсуа д'Эпену и Жан Беккер
- 2009 — Премия «Хрустальный глобус» (Франция)[5]:
  - номинация на лучший фильм — Альбер Дюпонтель
  - номинация на лучшего актёра — Жан Беккер
- 2009 — Премия «Люмьер»[6]:
  - номинация на лучшего актёра — Альбер Дюпонтель